# Мехкеме
Мехкемето (на турски: Mahkeme) е османското шериатско съдилище. Начело на мехкемето бил кадията. Съдебният район на мехкемето се наричал кадилък, а османският съд разглеждал предимно тимарски дела. На мехкеметата били подсъден целият миллет в кадилука. Мехкеметата се ръководели от кадъаскера.
Османското шериатско съдилище правораздавало въз основа на фикх, т.е. на:
1. основополагащите принципи на исляма;
2. сунна;
3. османската юриспруденция.

Към мехкемето се водел сижил, в който в два отделни регистъра се вписвали:
1. решенията на кадията;
2. всички актовете на османската власт. [1]